# CCTV-5
CCTV5 (中国中央电视台体育频道S) è la tv cinese che trasmette eventi sportivi in diretta. Conosciuta come canale sportivo e parte della televisione cinese, è il principale canale sportivo nella Repubblica popolare cinese. CCTV-5 ha incominciato a trasmettere il 1º gennaio del 1995. CCTV-5 trasmette ventiquattr'ore su ventiquattro, sette giorni su sette.
Grande spazio è dedicato al calcio, trasmette partite di molti campionati europei di calcio (Serie A, Liga, Bundesliga e Ligue 1, ma non la Premier League) e la UEFA Champions League. Inoltre CCTV-5 trasmette le Olimpiadi, e in occasione di Pechino 2008, nel suo logo compaiono i 5 cerchi. Il programma più seguito sono le notizie sportive alle 12 ed alle 18.
CCTV-5 è anche disponibile su internet in formato PPLive, Synacast, o PPStream, TvuPlayer, SOPcast.